# Eleos (Griekse god)
Eleos (Oudgrieks: Ἔλεος, m / Éleos = mededogen, compassie, troost) was een daimon die in Athene een zeer beroemd altaar had, tevens plaats voor politiek asiel was (asylia). Daar vond Adrastos na de ongelukkige afloop van de Zeven tegen Thebe een toevluchtsoord nadat zijn zes medestrijders waren gesneuveld. Hijzelf redde het vege lijf dankzij de gezwindheid van zijn paard Arion. Daarheen kwamen ook de Herakliden vóór zij onder aanvoering van Hyllos een inval deden in de Peloponnesos om de hulp van de Atheners op hun tocht tegen Eurystheus af te smeken.